# هنری رولین
هنری رولین (انگلیسی: Henri Rollin; ۹ نوامبر ۱۸۸۵ – ۱۸ آوریل ۱۹۵۵) روزنامه‌نگار، نویسنده غیر داستانی،  اهل فرانسه بود.
وی همچنین برندهٔ جوایزی همچون لژیون دونور (افسر) شده‌است.